# Élise ou la Vraie Vie
Élise ou la Vraie Vie est un roman de Claire Etcherelli paru en 1967 aux éditions Denoël. Il reçoit la même année le prix Femina.

## Contexte
L'histoire se passe en France pendant la décennie de la guerre d'Algérie : Élise, jeune Bordelaise rêvant de « vraie vie », monte[non neutre] à Paris, trouve un travail dans une usine et y rencontre Arezki, un Algérien, dont elle s'éprend.
Publié à une époque où monte la contestation, le roman a été remarqué par la justesse de sa description socioculturelle, notamment du monde ouvrier et des relations entre Français de métropole et d'Algérie. Situé pendant la guerre d'Algérie, il évoque leurs relations en France pendant une guerre non admise comme telle (les journaux, la radio, la télévision parlaient des « événements » d'Algérie), les tensions, la peur du FLN, les rafles. En combinant vie quotidienne et histoire d'amour, Claire Etcherelli révèle le climat de xénophobie dans la France de cette époque, visible dans tous les milieux.
Le récit est en partie autobiographique, son auteure ayant été ouvrière.

## Résumé
Dans les années 1950, Élise, son frère cadet Lucien et leur grand-mère vivent une vie difficile dans un quartier populaire de Bordeaux. Lucien a abandonné ses études, s'est marié jeune, et vit au crochet de ses proches. Convaincu par un étudiant communiste, Henri, d'aller à Paris mener une vie de militant, il part pour la capitale avec sa maîtresse Anna, et convainc bientôt Élise de les rejoindre.
Élise vit alors dans un foyer pour jeunes travailleuses dans le quartier de la Chapelle. Cherchant du travail, la Bordelaise se présente à l'usine Citroën de la porte de Choisy où travaille son frère, et se fait embaucher au contrôle des voitures en bout de chaîne.
Au sein de l'usine, elle est alors témoin de manifestations de racisme ; l'une affecte son futur ami Arezki qui se voit refuser par son employeur une permission pour l'infirmerie motivée par une migraine. Élise s'indigne de ce comportement et propose à son compagnon de travail deux cachets d'aspirine. Appréciant ce geste prévenant, celui-ci la remercie de deux croissants et d'un tampon imbibé d'essence pour qu'elle puisse se nettoyer les mains après son travail, mais aussi en l'invitant à fêter son anniversaire devant un verre. C'est alors qu'une attirance naît entre ces deux personnages si différents. Arezki explique qu'il reste le plus indifférent possible au racisme, et qu'il consacre son temps libre à la « révolution ».
L'attirance se transforme en amour marqué de rencontres secrètes et de changements constants de lieu de rendez-vous  Arezki a peur d'être aperçu, redoutant l'omniprésence des policiers. Élise elle-même est déchirée : elle éprouve bien des sentiments amoureux, mais nie pourtant leur relation auprès de tous les autres. Un jour où elle est chez Arezki, il est contrôlé et humilié par la police lors d'une rafle visant les militants indépendantistes.
Lucien est tué dans un accident de la route près de Mantes-la-Jolie.
L'histoire d'amour se termine sur une disparition, ou une absence, après une  interpellation d'Arezki. Élise quitte Paris sans revoir son compagnon.

## Éditions
- Éditions Denoël, collection Les Lettres nouvelles, 1967
- Éditions Gallimard, collection Folio no 939, 1973  (ISBN 978-2-0703-6939-3)
- Éditions Gallimard, collection 1000 Soleils, 1982  (ISBN 2-0705-0165-5)

## Adaptation cinématographique
- 1969 : Élise ou la Vraie Vie, film français réalisé par Michel Drach, adaptation du roman, avec Marie-José Nat, Mohamed Chouikh et Bernadette Lafont